# NGC 289
NGC 289 é uma galáxia espiral barrada (SBbc) localizada na direcção da constelação de Sculptor. Possui uma declinação de -31° 12' 20" e uma ascensão recta de 0 horas, 52 minutos e 42,1 segundos.
A galáxia NGC 289 foi descoberta em 27 de Setembro de 1834 por John Herschel.